# Sangita Tripathiová
Sangita Tripathiová (* 8. července 1968 Paříž, Francie) je bývalá francouzská sportovní šermířka, která se specializovala na šerm kordem. Francii reprezentovala v devadesátých letech a v prvním desetiletí jednadvacátého století. Na olympijských hrách startovala v roce 2000 v soutěži jednotlivkyň a družstev. V roce 1994 získala titul mistryně Evropy v soutěži jednotlivkyň. S francouzským družstvem kordistek vybojovala v roce 1998 titul mistryň světa.